# Distrito de Macate
El distrito de Macate es uno de los nueve que conforman la provincia del Santa, ubicada en el departamento de Áncash, en el Norte del Perú.

## Toponimia
Es posible que el nombre castellanizado, "Macate", derive del quechua ancashino maa, "a ver" y katay, "cargar al hombro": maa katay > maa katiy > makati.[cita requerida] Comúnmente el distrito es referido como "El valle de Macate".

## Historia
A lo largo de su historia ha pasado por diversas categorías. Primero fue solo su nombre, luego Etnia, Clan, Horda, Parroquia, Curato, Pueblo. Con el advenimiento de la República ascendió a la categoría de Villa. Actualmente ostenta la jerarquía de ciudad, por ley dada por Simón Bolívar el año de 1825, legitimando por ley del 2 de enero de 1857 y elevado a Villa por ley del 15 de septiembre de 1900. Antiguamente pertenecía a la provincia de Huaylas, posteriormente es incorporado a la provincia del Santa por D.S N.º 11326, dado por el general Manuel A. Odría el 14 de abril de 1950. Actualmente es un distrito activo en lo que se refiere a la agricultura. La fiesta patronal en honor a Santo Toribio Alfonso  de Mogrovejo se realiza anualmente la tercera semana del mes de agosto (Capital del distrito), siendo la más importante porque atrae mucho comercio y principalmente a turistas de todos los lugares del país y también extranjeros.

## Geografía
El distrito de Macate pertenece a la provincia del Santa, departamento de Áncash, tiene una superficie territorial de 584.65 km² que equivale aproximadamente al 14.60 % del área territorial de la provincia del Santa, a 110 km de la ciudad de Chimbote.
Es una localidad caracterizada por su producción agrícola y ganadera, siendo la principal fuente de abastecimiento de productos agropecuarios de la ciudad de Chimbote.
Los productos principales son frutas (principalmente paltas y plátanos, pero también mangos, manzanas y cítricos), y productos de primera necesidad.
*Su capital es la ciudad de Macate.

## Localidades
El distrito de Macate se encuentra dividido en varias localidades bajo la jurisdicción de la capital distrital llamada Macate, entre los principales caseríos se encuentran:
| - Ancón - Caráyoc - Cayán - Champancayán - Chancap - Chiripampa - Chihuaín - Conchas - Crucirca | - Cururup - Cúyac - Huancarap - Huánroc - Irán - Pílcash - Quihuay - Quilcay - Quitska | - Rhan-Rhan - Marahuaz - Marcapampa - Mashapuquio - San Blas - San Juan - Santa Ana - Santa Rosa de Paquirca | - Seccha - Shiquish - Támbar - Taquillipón - Tranca - Tucpara - Tunín |

## Población
El distrito cuenta con 5 000 habitantes.

## Autoridades

### Municipales
- 2023 - 2026[1]
  - Alcalde: Fidel Marcos Alva López, Renovación Popular .
  - Regidores:

  1. Lucy Magaly Melgarejo Rupay (Renovación Popular)
  2. Roger Serapio Nolazco Pérez (Renovación popular)
  3. Roxana Lucy Chinchay Bermúdez (Renovación Popular)
  4. Milton Edgardo Vásquez Martínez (Renovación Popular)
  5. Yrma María Bermúdez Cano (Partido Democrático somos Perú)

Alcaldes anteriores
- 1964 - 1966: Jerónimo Pérez Llanos, de Alianza Acción Popular - Democracia Cristiana.
- 1967 - 1969: Miguel Guibovich Gordillo, de la Coalición APRA - UNO.
- 1969 - 1980: Gobierno militar.
- 1981 - 1983: Romel Torres Escalante, de Acción Popular.
- 1984 - 1986: Fausto Cerna Rodríguez, del Partido Aprista Peruano.
- 1987 - 1989: Fausto Cerna Rodríguez, del Partido Aprista Peruano.
- 1990 - 1992: Marcos D. Salinas Agurto, del Fredemo.
- 1993 - 1995: Miguel Arcángel Contreras Gonzáles, del Partido Popular Cristiano.
- 1996 - 1998: Víctor Rogelio Arteaga Martínez, de L.I. Nro 33 Movimiento Independiente Somos Macate.
- 1999 - 2002: Víctor Rogelio Arteaga Martínez, del Movimiento Independiente Vamos Vecino.
- 2003 - 2006: Víctor Rogelio Arteaga Martínez, del Partido Democrático Somos Perú.
- 2007 - 2010: Luis Contreras Gonzáles, de Alianza para el Progreso.
- 2011 - 2014:[3] Víctor Rogelio Arteaga Martínez, del Partido Democrático Somos Perú.
- 2015 - 2018:[4] Juan Lucas Zegarra Villanueva, del Partido Humanista Peruano.

## Economía
Actividades Económicas:
- Actividad Agrícola: La agricultura es la principal actividad del distrito. Se cultivan: trigo, cebada, alverja, lenteja, maíz paccho, papa; en las partes bajas o valles interandinos la producción agrícola Chuquiquillan, también tiene tierras cultivables con una superficie de 20 Has.
- Actividad Pecuaria: La pecuaria no es muy desarrollada, hay la presencia de vacuno, ovino y caprino siendo este último, ejemplar potencial, principalmente en Tanguche, donde también hay crianza de avesde corral.
- Actividades Piscícolas: La crianza de peces es una actividad instalada recientemente en el distrito de Macate. Actualmente, tiene 6 000 truchas distribuidas en tres pozos, aparece como una alternativa productiva.
- Actividad Minera: Según información recogida de algunos pobladores en general, se dice que existen yacimientos mineros que aún, no son identificados, pero, en el área de influencia (Casa Blanca) si ha existido la explotación del ocre y que fue suspendido como consecuencia del desastre ocurrido el 31 de mayo de 1970.

## Clima
El clima del distrito es variado, oscilando desde el fuerte calor a las lluvias de gran magnitud propias de la estación de verano.

## Festividades
El Distrito de Macate cuenta con varias festividades en diferentes fechas a lo largo del año, entre las más importantes se encuentran:
- Celebración de los carnavales (Fines de febrero e inicios de marzo)
- Fiesta patronal original del patrón santo toribio (También llamado fiesta del pueblo), se inicia desde el 22 de abril hasta el 27 del mismo mes.
- Festividad de la Virgen del Carmen, 16 de julio.
- Festividad patronal de Santo Toribio Alfonso de Mogrovejo, 20 AL 25 de agosto en la capital del distrito.Es la fiesta patronal más grande e importante del distrito.
- Festividad de Santo Toribio que comienza el 19 de agosto en el caseríos de Carayóc, Crucirca y Cayán.
- Fiesta patronal de San Pedrito el 28 y 29 de junio en Quihuay.
- Fiesta de Santa Ana  28 y 29 de julio en homenaje a Santa Anita.
- Festividad Santa Rosa de Lima el 30 agosto en Taquillipón.
- Festividad del "Señor de Huicup" o "Cruz de Mayo" 12,13,14,15, de mayo 14 caseríos y el pueblo de Macate (Barrio de Cajanca).
- Festividad de San Juan Bautista, 23 y 24 de junio (Capital del distrito, barrio de rayampampa)

## Transportes
Para llegar a Macate se puede tomar buses de transporte público de las siguientes empresas:
- Empresa de transportes "El solitario"
- Leo Joselin
- Acuario Géminis

## Macatinos destacados
- Otto Guibovich Arteaga: Militar. Ostenta el grado de general de división y ocupó el puesto de comandante general del Ejército del Perú entre el 5 de diciembre de 2008 y el 5 de diciembre de 2010.
- Lorgio Guibovich Del Carpio: Antropólogo, catedrático e investigador. Estudió Antropología en la Universidad Nacional Mayor de San Marcos, donde ha llegado hasta el grado de doctor. También ha publicado 36 libros sobre su carrera estudiada y ha colaborado en revistas académicas universitarias. Actualmente es docente universitario del curso de Antropología en la Universidad Nacional Federico Villarreal.

- Artemio Ocaña Bejarano, uno de los mejores escultores del Perú. Es autor del Bolognesi invencible de la plaza Bolognesi de Lima. Una de sus obras cumbres de su autoría es la escultura a la victoria de Zarumilla en el Campo de Marte. Un verdadero titán de la escultura. Macatino de pura sepa.